# Gizella Farkas
Gizella "Gizi" Farkas (ur. 20 listopada 1925 w Miszkolcu; zm. 9 września 1996 w Wiedniu) – węgierska tenisistka stołowa, dziesięciokrotna mistrzyni świata, dwukrotna mistrzyni Europy. 
Była 27-krotną medalistką mistrzostw świata, w tym dziesięć razy zdobywała złoto - czterokrotnie w grze mieszanej, po trzy razy w grze podwójnej i indywidualnie. Cztery razy przywoziła medale z mistrzostw Europy (złoto zdobyła w 1958 roku w grze mieszanej i dwa lata później drużynowo). W latach 1940–1960 była 41-krotną mistrzynią Węgier, w tym trzynastokrotnie w grze pojedynczej (1940, 1942–1944, 1946–1953 i 1956).